# Zuidpool

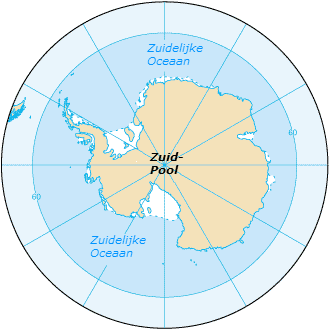

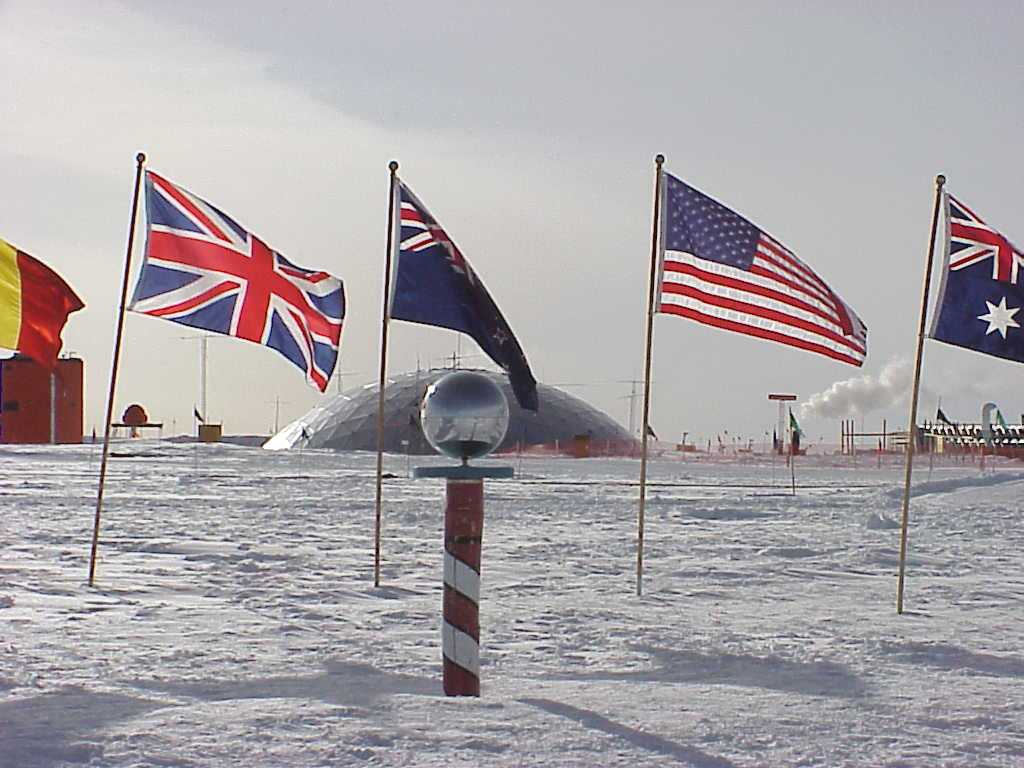
De zuidpool met het Zuidpoolstation, omringd met vlaggen van de landen die akkoord zijn gegaan met het Antarctisch Verdrag. In werkelijkheid beweegt de ijskap, en ligt de geografische pool een paar honderd meter buiten dit ceremoniële punt.

De geografische zuidpool, kortweg zuidpool, is het zuidelijkste punt op aarde. Verder is er de geomagnetische zuidpool. Beide locaties bevinden zich in het zuidpoolgebied (Antarctica).

## Geografische zuidpool
De geografische zuidpool van een planeet is het zuidelijke snijpunt van de draaiingsas met het oppervlak. Voor de aarde is dit punt gelegen op het continent Antarctica. Hier komen alle lengtecirkels bij elkaar en wijzen alle richtingen naar het noorden; van oosten, zuiden en westen is op dit punt geen sprake. De basis Zuidpoolstation Amundsen-Scott bevindt zich hier. Deze basis is het hele jaar door bezet.
De Zuidpooltraverse, ook McMurdo – South Pole Highway genoemd, is een met vlaggen gemarkeerde weg van Station McMurdo naar de zuidpool.

## Geomagnetische zuidpool
Doordat de Aarde beschikt over een magnetisch veld is er eveneens sprake van de geomagnetische zuidpool, wat natuurkundig gezien op de Aarde een magnetische noordpool is. Aangezien de richting van het magnetisch veld op langere termijn niet stabiel is, is de locatie van de geomagnetische zuidpool niet vast. In 2015 ligt de geomagnetische zuidpool op 136° 59' OL, 64° 28' ZB. De plaats, de richting en de sterkte van het magnetisch veld veranderen voortdurend. Af en toe treedt er een omslaan van het magnetisch veld op, een omwisseling van de (natuurkundige) magnetische noord- en zuidpool. De laatste keer was circa 780.000 jaar geleden.

## Eerste mensen op de zuidpool
De eerste mensen die de geografische zuidpool bereikten, waren de Noor Roald Amundsen en diens ploeg op 14 december 1911.

## Tabel weergemiddelden
| Maand                       | jan | feb | mrt  | apr | mei | jun | jul | aug | sep  | okt | nov | dec | Jaar |
| --------------------------- | --- | --- | ---- | --- | --- | --- | --- | --- | ---- | --- | --- | --- | ---- |
| Hoogste maximum (°C)        | −14 | −20 | −26  | −27 | −30 | −31 | −33 | −32 | −29  | −29 | −18 | −13 | −13  |
| Gemiddeld maximum (°C)      | −25 | −37 | −50  | −52 | −53 | −53 | −55 | −55 | −55  | −47 | −36 | −26 | −45  |
| Gemiddelde temperatuur (°C) | −26 | −38 | −52  | −56 | −56 | −57 | −58 | −58 | −58  | −50 | −37 | −26 | −48  |
| Gemiddeld minimum (°C)      | −28 | −42 | −56  | −60 | −61 | −61 | −63 | −62 | −62  | −53 | −39 | −28 | −51  |
| Laagste minimum (°C)        | −41 | −57 | −71  | −75 | −78 | −82 | −80 | −77 | −79  | −71 | −55 | −38 | −82  |
| Zonuren (uur/dag)           | 24  | 24  | 17,8 | 0   | 0   | 0   | 0   | 0   | 17,2 | 24  | 24  | 24  | 12,9 |
| Bron: Weatherbase           |     |     |      |     |     |     |     |     |      |     |     |     |      |